# East San Gabriel (Kalifornija)
East San Gabriel je naseljeno područje za statističke svrhe u američkoj saveznoj državi Kalifornija. Prema popisu stanovništva iz 2010. u njemu je živjelo 14,874 stanovnika.